# Иллюсте
И́ллюсте , также И́ллуст (нем. Illust) и И́ллусте (эст. Illuste mõis) — мыза (имение) в Эстонии. Находится на территории волости Ляэнеранна уезда Пярнумаа, в деревне Паатсалу. Являлась побочной мызой рыцарской мызы Патсаль (нем. Patzal, эст. Paatsalu mõis). Согласно историческому административному делению мыза относилась к приходу Карузе. В годы Российской империи находилась на территории Лифляндской губернии и относилась к приходу Карузен.

## История мызы
Впервые мыза была упомянута в 1646 году.
В течение двух столетий мыза принадлежала дворянским семействам Икскулей фон Гильденбандтов, Тизенгаузенов и Гельвигов. C 1871 года и до национализации в 1919 году находилась во владении дворянского семейства Майделей, официально считаясь побочной мызой принадлежавшей им же рыцарской мызы Патсаль (Паатсалу). Использовалась в качестве летней дачи, а также в качестве т. н. мызы для старых девушек.
- Герб Икскулей-Гильденбандтов
- Герб Тизенгаузенов
- Герб Гельвигов
- Герб баронов Майделей

На военно-топографических картах Российской империи (1846–1863 годы), в состав которой входила Эстляндская губерния, мыза обозначена как мз. Иллюсте.
После национализации у мызного комплекса были разные арендаторы и собственники, в их числе в течение нескольких десятков лет Детская и молодёжная спортивная школа Октябрьского района города Таллина, затем Спортивная школа таллинского района Кристийне, которая использовала его как место для летних детских и спортивных лагерей.
В 2013 году мызный комплекс был выставлен на продажу с условием, что земля будет использована под строительство зданий общественного назначения. Стартовая цена объекта составляла 105 000 евро, спортивная НКО «Сийли Палликлуби» (MTÜ Siili Palliklubi) предложила 156 150 евро. В 2014 году было создано ООО «Иллусте Мыйз» (OÜ Illuste Mõis), которое продолжает организацию на мызе детских и спортивных лагерей.

## Главное здание
Двухэтажное главное здание мызы в хайматстиле с вкраплениями модерна построено по заказу Эдуарда Теодора фон Майделя (Eduard Theodor von Maydell). Проект был разработан в начале 20-го столетия рижским архитектором немецкого происхождения Отто Вильдау (Otto Wildau). Строительство здания на месте сгоревшего в 1909 году дома было завершено в 1912 году. От старой постройки в новом особняке сохранились цоколь из валунов, один дымоход и несколько кирпичных стен на первом этаже.
Несимметричный, поделенный на части особняк имеет низкий цоколь, оштукатуренные стены и в центре высокий, достигающий конька крыши фахверк с треугольным фронтоном. Здание украшают пересекающиеся плоскости крыши, полигональные эркеры, статные дымоходы и вытянутые в длину по крыше выпуклые слуховые окна. Окна здания в верхней части выполнены в виде сетки, в нижней имеют по два длинных вертикальных стекла. От декора, в его классическом смысле, отказались; его заменяет подчёркнутость органики конструкции и строительного материала: светлая грубая фактура штукатурки набрызгом контрастирует с тёмным тоном деревянных деталей.
В качестве материала для крыши Вильдау планировал использовать сланцевый шифер. Однако поначалу, в целях экономии, здание было покрыто просмоленной черепицей. Только ендовы и вентиляционные люки (сохранились) были сделаны из оцинкованной листовой стали. В 1970-х годах на дранку было уложено этернитовое покрытие, а слуховые окна покрыты жестью. В 2016 году здание получило новую крышу из малоформатных (400 х 400 мм) тёмно-серых этернитовых пластин с гладкой поверхностью, выложенных ромбовидным узором.

## Парк
Типичный образец парка свободной планировки. Его дендрологическая ценность невелика; преобладают такие породы деревьев, как липа обыкновенная, дуб обыкновенный, вяз обыкновенный. Состоит из двух частей: небольшая часть непосредственно вокруг главного здания и большая самостоятельная часть на берегу реки Паадермаа; их разделяет узкая сельская дорога.
Недалеко от главного здания ранее произрастало несколько упорядоченных групп деревьев, посаженных сыновьями владельца мызы (вязы, липы, ели, лиственницы и др. деревья). Во всех эти группах первоначально было по 7 деревьев: каждый из семи сыновей мызника посадил по одному дереву. На сегодняшний день на месте этих групп остались в основном единичные деревья. Сохранилась вековая липовая аллея. Государством были построены спортивные сооружения на площадях, примыкающих к южной стороне парка.
В западной (приморской) части парка находилось семейное кладбище фон Майделей (разрушено во второй половине 20-го столетия).

## Мызный комплекс
Хозяйственные постройки у мызы практически отсутствовали, так как в качестве производственной мызы использовалась соседняя мыза Паатсалу с её многочисленными вспомогательными зданиями.
В Государственный регистр памятников культуры Эстонии внесены 3 объекта мызного комплекса:
- главное здание (при инспектировании 11.10.2016 находилось в удовлетворительном состоянии)[5];
- парк (при инспектировании 10.03.2016 находился в удовлетворительном состоянии)[7];
- каретник-конюшня (при инспектировании 10.03.2016 находилась в руинах)[8];
- мызное кладбище (при инспектировании 10.04.2014 находилось в плохом состоянии)[9], расположенное на расстоянии около 0,7 км от главного здания.